# Andrew Hong
Andrew Hong (Santa Clara, 23 novembre 2004) è uno scacchista statunitense.
Ha ottenuto il titolo di Maestro internazionale nel 2019 e di Grande maestro nel 2021.
Nel 2014 ha partecipato al KCF Young Stars Program, condotto da Garry Kasparov.
Nel settembre 2021 ha sconfitto Ian Nepomniachtchi e Wesley So nel torneo PRO Chess League Arena Royale.
Ha ottenuto il suo più alto rating FIDE in settembre 2022, con 2517 punti Elo.